# Weeuwhof

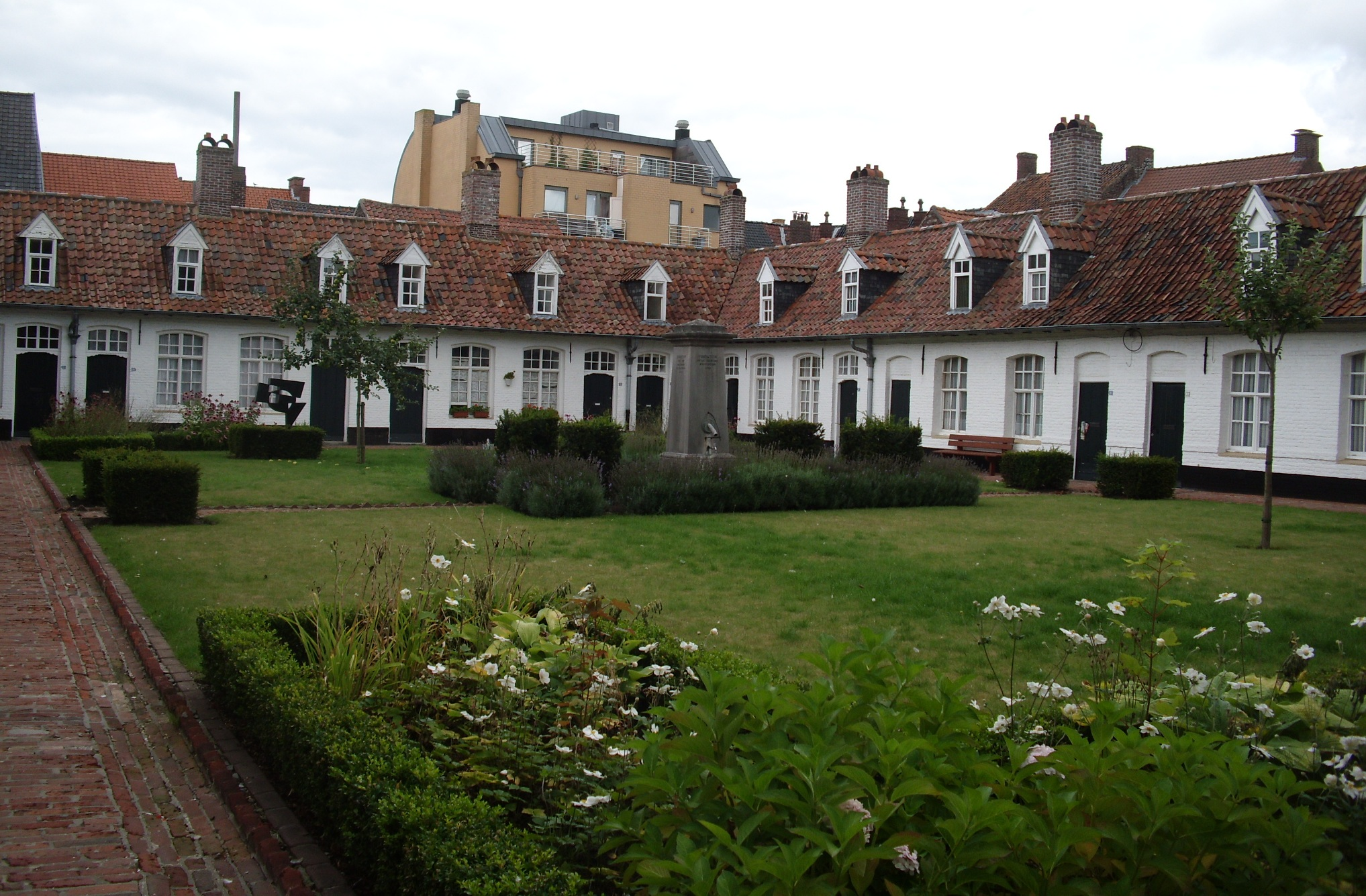
Weeuwhof

Het Weeuwhof is een hofje in de West-Vlaamse stad Poperinge, gelegen aan het Sint-Annaplein en de Sint-Annastraat.

## Geschiedenis
Het hofje werd gesticht in 1769 door kanunnik Proventier, die verbonden was aan het kapittel van Terwaan en Sint-Omaars. Aanvankelijk werden er twaalf huisjes gebouwd ten behoeve van weduwen en ongehuwde vrouwen. In 1782 werd het hofje uitgebreid met nog negen huisjes. In 1848 waren er 26 huisjes. Het hofje was gewijd aan Sint-Anna.
Van 1975-1979 werd het hofje gesaneerd waarbij woningen werden vergroot of samengevoegd, zodat er nu 19 woningen beschikbaar zijn. De woningen worden nu beheerd door het OCMW en zijn bestemd voor armere alleenstaande oudere vrouwen.
In de begintijd werden inkomsten verkregen door het kantklossen. Het beeldje De Spellewerkeege bij de ingang van het hofje verwijst hiernaar. Het beeldje is van 1989 en werd vervaardigd door R. Ryon.

## Complex
Het betreft een architectonische eenheid van witte huisjes met toegangspoort en binnentuin met een centraal gelegen arduinen waterpomp in classicistische stijl.